# Єгіазаров Соломон Адамович
Соломон Адамович Єгіазаров (* 1850 (в інших джерелах 1852) — † не раніше 1922) — історик права закавказьких народів

## Життєпис та науковий доробок
Народився 10 грудня 1850 (в інших джерелах 1 січня 1852 та 1853) у дворянській родині у с. Давалу неподалік від Єревана. У 1880 завершив навчання на юридичному факультеті Московського університету. У 1887 - на початку 1890-х був професором кафедри енциклопедії та історії філософії права юридичного факультету Казанського університету. У 1889 у Казанському університеті захистив магістерську, а у 1891 — докторську дисертації з державного права (фактично, історії права). Брав участь у складанні «Свода материалов по изучению экономического быта государственных крестьян Закавказского края». За дорученням міністерства державного майна, зібрав та опрацював відомості про общину та форми землеволодіння у Закавказзі.
З початку 1890-х — до 1920 був професором державного права в університеті Св. Володимира у Києві. У 1893 був ректором[джерело?] цього закладу. На початку 1920-х читав в ОІНГ 10 навчальних годин на тиждень курси з державного права країн Близького Сходу, історію та сучасний стан конституції Німеччини, російське державне право, історію філософії права. Наукова спадщина дослідника містить праці з теоретико-правових питань, етнографії кавказьких народів (вірмен, курдів, азербайджанців) та праці з історії права. Головну увагу він приділяв дослідженню історії селянської общини та інших форм суспільних організацій, здебільшого міських цехів. Праці науковця отримали схвальні відгуки його колег M. Ковалевського, В. Івановського, І. Фааса. Роботи дослідника спирались на детальне вивчення здебільшого архівних матеріалів звичаєвого права. Оригінальним було проведення історико-порівняльних паралелей. Зокрема, йому вдалося вперше довести аналогію між амкаротвами та середньовічними західноєвропейськими цехами XIII—XV ст. Історик не лише описував явища, але й пояснював їх, демонструючи умови та еволюцію їх виникнення.

## Наукові публікації
- Исследования по истории учреждений в Закавказьи. Сельская община: Сословный строй, внутренняя организация и управление общины в связи с землевладением, водовладением и податным обложением. Ч. 1. — Казань, 1889;
- Исследования по истории учреждений в Закавказьи. Городские цехи: Организация и внутреннее управление закавказских амкарств. Ч. 2. — Казань, 1891;
- Сравнительный очерк организации закавказских амкарств и средневековых цехов // Мшак. — 1890, 1891 (вірм. мовою); Исследования по истории армянского права публичного и частного. — К., 1919. — В. 1 / Государственный, общественный, хозяйственный и юридический строй Армении в Х-ХІІІ в. по надписям Ани и Ширака. — К., 1919.

## Джерело
- Егиазаров, Соломон Адамович // Биографический словарь профессоров и преподавателей Императорского Казанского университета: За сто лет (1804—1904): Ч. 1. — Казань: типо-лит. Имп. ун-та, 1904. — С. 23—24.
- Егиазаров, Соломон Адамович // Энциклопедический словарь Брокгауза и Ефрона: в 86 т. (82 т. и 4 доп.). — СПб., 1890—1907.
- З історії правничої освіти в Україні [Архівовано 5 березня 2016 у Wayback Machine.]